# Euphaedra grandis
Euphaedra grandis är en fjärilsart som beskrevs av Jacques Hecq 1980. Euphaedra grandis ingår i släktet Euphaedra och familjen praktfjärilar. Inga underarter finns listade i Catalogue of Life.